# بررسی او آر بی از تلفات جنگ عراق
در روز جمعه، ۱۴ سپتامبر ۲۰۰۷،کسب و کار تحقیقات افکار (او آر بی)، یک آژانس نظرسنجی مستقل واقع در لندن،برآوردی از مجموع تلفات جنگ در عراق از زمان تهاجم به رهبری ایالات متحده به عراق در سال ۲۰۰۳ منتشر کرد. با بیش از ۱٫۲ میلیون مرگ (۱٬۲۲۰٬۵۸۰)، این تخمین بالاترین رقمی است که تاکنون منتشر شده‌است. از حاشیه خطای نظرسنجی +/-۲٫۵٪ او آر بی محدوده ۷۳۳۱۵۸تا ۱۴۴۶۰۶۳مرگ را محاسبه کرد. تخمین او آر بی توسط یک نظرسنجی تصادفی از ۱۷۲۰بزرگسال بالای ۱۸سال انجام شد که از این تعداد ۱۴۹۹نفر در پانزده استان از هجده استان عراق بین ۱۲تا ۱۹اوت ۲۰۰۷پاسخ دادند. در مقایسه، نظرسنجی لنست در سال ۲۰۰۶ تقریباً نیمی از این تعداد (۶۵۴۹۶۵ مرگ) را تا پایان ژوئن ۲۰۰۶ نشان داد. نویسندگان لنست محدوده ای از ۳۹۲۹۷۹ تا ۹۴۲۶۳۶ مرگ را محاسبه کردند.
در ۲۸ ژانویه۲۰۰۸، او آر بی به روز رسانی را بر اساس کارهای اضافی انجام شده در مناطق روستایی عراق منتشر کرد. حدود ۶۰۰ مصاحبه اضافی در ۲۰ تا ۲۴ سپتامبر ۲۰۰۷ انجام شد. در نتیجه این برآورد مرگ و میر به ۱۰۳۳۰۰۰ نفر با محدوده معین ۹۴۶۰۰۰ تا ۱۱۲۰۰۰۰ تغییر یافت. نظرسنجی او آر بی همچنین نشان داد که با وجود خشونت، تنها ۲۶ درصد از مردم عراق زندگی در رژیم صدام حسین را ترجیح می‌دهند، در حالی که ۴۹ درصد گفتند که زندگی در نظام سیاسی فعلی را ترجیح می‌دهند.
این برآورد او آر بی به عنوان اغراق‌آمیز و بی اساس در ادبیات بررسی شده مورد انتقاد قرار گرفته‌است.

## سؤال نظرسنجی و نتایج
از شرکت کنندگان در نظرسنجی او آر بی سؤال زیر پرسیده شد:
چند نفر از اعضای خانواده شما، در صورت وجود، در نتیجه درگیری در عراق از سال۲۰۰۳(یعنی در نتیجه خشونت به جای مرگ طبیعی مانند پیری) جان خود را از دست داده‌اند؟ لطفاً توجه داشته باشید که منظور من کسانی است که در واقع زیر سقف شما زندگی می‌کردند.
نتایج تجدید نظر شده بود
| تعداد کشته شدگان در خانه | درصد از پاسخ دهندگان                |
| ------------------------ | ----------------------------------- |
| هیچ‌یک                    | ۷۲٪                                 |
| یکی                      | ۱۴٪                                 |
| دو                       | ۳٪                                  |
| سه                       | ۱٪                                  |
| چهار یا بیشتر            | "شکل بیشتر از صفر اما کمتر از 0.5%" |
| نمی‌دانم                  | ۲٪                                  |
| بدون پاسخ                | ۸٪                                  |

## علل مرگ
او آر بی گزارش داد که «۴۸٪بر اثر یک گلوله، ۲۰٪در اثر برخورد یک خودروی بمب گذاری شده، ۹٪در اثر بمباران هوایی، ۶٪ در نتیجه یک تصادف و ۶٪ در اثر انفجار/مهمات دیگر جان خود را از دست دادند.»

## روش‌شناسی
از انتشار مطبوعاتی او آر بی در ۱۴ سپتامبر 2007 در مورد اولین مجموعه مصاحبه‌ها:

- نتایج بر اساس مصاحبه‌های حضوری در میان یک نمونه ملی از ۱۷۲۰بزرگسال بالای ۱۸سال در سراسر عراق است (۱۴۹۹ نفر موافقت کردند به سؤال مرگ‌های خانوار پاسخ دهند)
- حاشیه خطای استاندارد در نمونه ای که (۱۴۹۹) پاسخ داده‌است ۲٫۵٪ است.
- این روش از نمونه‌گیری احتمال تصادفی چند مرحله‌ای استفاده می‌کند و پانزده استان از هجده استان عراق را پوشش می‌دهد. به دلایل امنیتی کربلا و الانبار شامل نشدند. اربیل حذف شد زیرا مقامات اجازه تیم میدانی را ندادند.

نظرسنجی کننده آنها دکتر منقث داغیر، مدیر مؤسسه مستقل مدیریت مطالعات و جامعه مدنی (IIACS) بود. او آر بی مؤسسه مستقل و مدیریت مطالعات جامعه مدنی را به عنوان یک شرکت نظرسنجی/تحقیقاتی توصیف کرد که در سال ۲۰۰۳ در عراق تأسیس شد و دارای شبکه ای از مصاحبه‌کنندگان است که تمام مناطق کشور را پوشش می‌دهد
او آر بی یکی از اعضای شورای نظرسنجی بریتانیا است.

## محدوده تخمینی مرگ و میر
سرشماری سال ۲۰۰۵ تعداد ۴۰۵۰۵۹۷ خانوار را گزارش کرد. از این او آر بی ۱٬۲۲۰٬۵۸۰ مرگ از زمان تهاجم سال ۲۰۰۳ محاسبه شده‌است. از حاشیه خطای نظرسنجی ۲٫۵٪ او آر بی با دامنه ۷۳۳۱۵۸ تا ۱۴۴۶۰۶۳ مرگ به دست آمد.

## به روز رسانی ژانویه ۲۰۰۸: ۱٬۰۳۳٬۰۰۰ مرگ و میر
کسب و کار تحقیقات افکار در ۲۸ ژانویه۲۰۰۸ به روز رسانی این نظرسنجی را بر اساس کارهای اضافی انجام شده در مناطق روستایی عراق منتشر کرد. حدود ۶۰۰ مصاحبه اضافی انجام شد و در نتیجه برآورد مرگ و میر به ۱٬۰۳۳٬۰۰۰ با محدوده معین ۹۴۶٬۰۰۰ تا ۱٬۱۲۰٬۰۰۰ اصلاح شد.

## انتقاد
برآورد نظرسنجی او آر بی در مقاله ای با عنوان «مرگ‌های ناشی از درگیری در عراق: نقد روش شناختی برآورد نظرسنجی او آر بی» که در مجله روشهای تحقیق پیمایشی منتشر شده‌است، مورد انتقاد قرار گرفته‌است. این مقاله «به تفصیل توضیح می‌دهد که چگونه نظرسنجی او آر بی مملو از تناقضات اساسی و کاستی‌های روش شناختی است» و نتیجه می‌گیرد که نظرسنجی او آر بی «بیش از حد ناقص، اغراق آمیز و بی اساس است که به بحث در مورد هزینه‌های انسانی جنگ عراق کمک کند».
فرانسیسکو چچی، اپیدمیولوژیست، این نتایج را در مصاحبه با سرویس جهانی بی بی سی در سال ۲۰۱۰ تکرار کرد و اظهار داشت که فکر می‌کند برآورد او آر بی «بسیار بالا» و «غیرقابل قبول» است. چکی، مانند مقاله بالا، می‌گوید که یک «ضعف عمده» نظرسنجی عدم تمایز کافی بین خانواده و خانواده بزرگ بود.
پروژه شمارش بدن عراق نیز با استناد به مقاله روشهای تحقیق پیمایشی که جاش دوگرتی از کنوانسیون بین‌المللی صدا و سیما همکار آن بود، آنچه را که آنها «اعداد بسیار اغراق‌آمیز تعداد کشته‌ها» او آر بی نامیدند، رد کرد. کنوانسیون بین‌المللی صدا و سیما نتیجه گرفت که «نیاز مبرم به حقیقت بیشتر است که ریشه در تجربه واقعی دارد، نه دستکاری اعداد جدا از واقعیت.»
جان رنتول، ستون نویس روزنامه ایندیپندنت، ادعا کرده‌است که تخمین او آر بی "تلفات را تا ۱۰ برابر اغراق می‌کند" و "تخمین او آر بی به ندرت توسط سازمان‌های رسانه ای مسئول معتبر تلقی می‌شود، اما هنوز هم به‌طور گسترده توسط افراد نادان تکرار می‌شود.»